# Peru i olympiska sommarspelen 1980
Peru deltog med 28 deltagare i fem sporter vid de olympiska sommarspelen 1980 i Moskva. Ingen av landets deltagare erövrade någon medalj.

## Friidrott
Damernas 100 meter
- Carmela Bolivár
  - Försöksheat — 12,07 (7:e plats, gick inte vidare)

Damernas 200 meter
- Carmela Bolivár
  - Försöksheat — 25,33 (4:e plats, gick inte vidare)

Damernas spjutkastning
- Patricia Guerrero
  - Kval — 45,42m (20:e plats, gick inte vidare)

Herrarnas 100 meter
- José Luis Elias
  - Försöksheat — 13,66 (8:e plats, gick inte vidare)

Herrarnas längdhopp
- Ronald Raborg
  - Kval — 6,85m (28:e plats, gick inte vidare)

Herrarnas tiokamp
- Miro Ronac
  - Final — DNF (ingen placering)

## Simning
Damer
| Tävlande        | Gren           | Heat    | Heat      | Final            | Final            |
| Tävlande        | Gren           | Tid     | Placering | Tid              | Placering        |
| --------------- | -------------- | ------- | --------- | ---------------- | ---------------- |
| Celeste García  | 100 m frisim   | 1:02.44 | 5         | Gick inte vidare | Gick inte vidare |
| Celeste García  | 200 m frisim   | 2:13.05 | 6         | Gick inte vidare | Gick inte vidare |
| María Pia Ayora | 400 m frisim   | 4:46.90 | 6         | Gick inte vidare | Gick inte vidare |
| María Pia Ayora | 100 m bröstsim | 1:20.46 | 7         | Gick inte vidare | Gick inte vidare |
| Celeste García  | 100 m fjäril   | 1:06.25 | 6         | Gick inte vidare | Gick inte vidare |
| Celeste García  | 200 m fjäril   | 2:26.07 | 7         | Gick inte vidare | Gick inte vidare |
| María Pia Ayora | 400 m medley   | 5:27.19 | 5         | Gick inte vidare | Gick inte vidare |

Herrar
| Tävlande             | Gren          | Heat     | Heat      | Final            | Final            |
| Tävlande             | Gren          | Tid      | Placering | Tid              | Placering        |
| -------------------- | ------------- | -------- | --------- | ---------------- | ---------------- |
| José María Larrañaga | 400 m frisim  | 4:11.06  | 7         | Gick inte vidare | Gick inte vidare |
| José María Larrañaga | 1500 m frisim | 16:27.90 | 7         | Gick inte vidare | Gick inte vidare |
| Daniel Ayora         | 100 m ryggsim | 1:03.93  | 7         | Gick inte vidare | Gick inte vidare |
| Daniel Ayora         | 200 m ryggsim | 2:17.12  | 6         | Gick inte vidare | Gick inte vidare |